# 마노 료지
마노 료지(일본어: 真野 亮二, 1990년 10월 12일 ~ )는 일본의 전 축구 선수이다.

## 구단 경력
과거 FC 마치다 젤비아, 아술 클라로 누마즈, 후지에다 MYFC에서 활동하였다.